# Roque Olsen
Roque Germán Olsen Fontana (Viale Entre Rios, Argentina, 9 de septiembre de 1925 — Sevilla, España, 15 de junio de 1992) fue un futbolista y entrenador de fútbol argentino. Se destacó principalmente en el histórico Real Madrid de la década de 1950, conquistando tres ligas y dos UEFA Champions League con el club merengue.
En su faceta como entrenador, logró en total cinco ascensos a la Primera División de España con cinco equipos diferentes.

## Historia
Como futbolista tuvo sus primeros pasos en un club de su localidad natal, pero al poco tiempo fue incorporado a Patronato de Entre Ríos donde jugó hasta 1949, año en el que fue adquirido por el Club Atlético Tigre, en donde debutó profesionalmente. Su gran nivel lo llevó a ser jugador de Racing Club. Toda su destreza la demostró en el Real Madrid, donde jugó con sus compatriotas Di Stéfano y Rial, formando la delantera más productiva del Real Madrid.
Como entrenador inició su carrera en el Córdoba C. F., donde consiguió el primer ascenso en la historia del club a Primera División. También, bajo su mando, ascendió al Elche C. F. a la máxima categoría. Volvería a conseguir otro ascenso con el equipo ilicitano en 1984, lo que le permitió entrar en la historia de esta entidad.
Dirigió dos temporadas al Fútbol Club Barcelona. En su primera temporada el equipo quedó tercero en el torneo español, pero ganó la Copa de Ferias ante el Real Zaragoza. En su segunda temporada no consiguió ganar ningún título y la directiva barcelonista lo substituyó por Salvador Artigas.
También entrenó al Sevilla F. C. en dos etapas, al Real Zaragoza, y a Las Palmas, entre otros equipos.
En su último club como entrenador, Las Palmas, al cual llegó relevando en el cargo a mitad de temporada a su compatriota Miguel Ángel Brindisi, obtuvo una serie de seis victorias consecutivas que sacaron al equipo del descenso directo pero un cáncer óseo le obligó a abandonar el club a mitad de temporada que terminaría por consumar su primer descenso.
Falleció el 14 de junio de 1992 en su domicilio de Sevilla.

## Trayectoria

### Jugador
| Club          | País      | Período   |
| ------------- | --------- | --------- |
| Tigre         | Argentina | 1949      |
| Racing Club   | Argentina | 1950      |
| Real Madrid   | España    | 1950-1957 |
| Córdoba C. F. | España    | 1957-1959 |

### Entrenador
| Club                   | País   | Período   |
| ---------------------- | ------ | --------- |
| Córdoba C. F.          | España | 1959-1963 |
| Deportivo de La Coruña | España | 1964      |
| Real Zaragoza          | España | 1964-1965 |
| F. C. Barcelona        | España | 1965-1967 |
| Real Zaragoza          | España | 1967-1968 |
| Celta de Vigo          | España | 1969-1970 |
| Deportivo de La Coruña | España | 1970-1971 |
| Elche C. F.            | España | 1971-1974 |
| Sevilla F. C.          | España | 1974-1976 |
| U. D. Las Palmas       | España | 1976-1977 |
| Elche C. F.            | España | 1977-1978 |
| Cádiz C. F.            | España | 1978-1980 |
| U. D. Las Palmas       | España | 1984-1985 |
| Elche C. F.            | España | 1985-1986 |
| Córdoba C. F.          | España | 1987-1988 |
| U. D. Las Palmas       | España | 1988      |
| Sevilla F. C.          | España | 1988-1989 |
| U. D. Las Palmas       | España | 1991-1992 |

## Palmarés

### Campeonatos nacionales como jugador
| Título             | Club              | Año  |
| ------------------ | ----------------- | ---- |
| Campeonato de Liga | Racing Club       | 1950 |
| Campeonato de Liga | Real Madrid C. F. | 1954 |
| Campeonato de Liga | Real Madrid C. F. | 1955 |
| Campeonato de Liga | Real Madrid C. F. | 1957 |

### Campeonatos internacionales como jugador
| Título         | Club              | Año  |
| -------------- | ----------------- | ---- |
| Copa Latina    | Real Madrid C. F. | 1955 |
| Copa de Europa | Real Madrid C. F. | 1956 |
| Copa de Europa | Real Madrid C. F. | 1957 |
| Copa Latina    | Real Madrid C. F. | 1957 |

### Campeonatos nacionales como entrenador
| Título                   | Club               | Año  |
| ------------------------ | ------------------ | ---- |
| Campeonato de Liga (2.ª) | Córdoba C. F.      | 1962 |
| Campeonato de Liga (2.ª) | R. C. D. La Coruña | 1964 |
| Campeonato de Liga (2.ª) | U. D. Las Palmas   | 1985 |

### Campeonatos internacionales como entrenador
| Título         | Club            | Año  |
| -------------- | --------------- | ---- |
| Copa de Ferias | F. C. Barcelona | 1966 |